# Desiré Inglander
Desiré Inglander (Stockholm, 2 mei 2001) is een Zweeds model en influencer.  Ze had in augustus 2024 349.000 volgers op Instagram en 449.800 volgers op Tiktok. Samen met haar partner Armand Duplantis runt ze het Youtube-kanaal Mondo & Desiré met 28.400 abonnees (maart 2025).

## Biografie
Inglander begon in 2020 een relatie met Armand Duplantis en sinds 2021 wonen ze samen.
Volgens informatie uit 2022 werkte ze als model voor het agentschap Ksting en had ze opdrachten gedaan voor de webshop Nelly.com.
Volgens Expressen staat zij op de 49e plaats van de Zweedse Vrouwen 2023.